# Huerta de Arriba
Huerta de Arriba è un comune spagnolo di 130 abitanti situato nella comunità autonoma di Castiglia e León.